# Atomwaffenverbotsvertrag

Der Atomwaffenverbotsvertrag (abgekürzt AVV; englisch Treaty on the Prohibition of Nuclear Weapons, abgekürzt TPNW) ist eine internationale Vereinbarung, die Entwicklung, Produktion, Test, Erwerb, Lagerung, Transport, Stationierung und Einsatz von Kernwaffen verbietet, außerdem die Drohung damit. Am 22. Januar 2021, 90 Tage nach der 50. Ratifizierung, trat der Vertrag in Kraft.
Im Dezember 2016 nahm die UN-Generalversammlung eine Resolution mit einem Verhandlungsmandat für einen solchen Vertrag an. Die erste Verhandlungsrunde fand in New York im März 2017 statt, die zweite im Juli 2017. An der ersten Konferenz beteiligten sich 132, an der zweiten 124 der 193 Mitgliedstaaten, unter anderem Österreich als Mitinitiator. Der ausgearbeitete Vertrag wurde am 7. Juli 2017 mit 122 Stimmen angenommen; die Niederlande stimmten dagegen, Singapur enthielt sich. Auf der UN-Generalversammlung unterzeichneten im September 2017 zunächst 53 Staaten. Bis zum 24. September 2024 hatten 94 Staaten unterzeichnet, 73 Staaten den Vertrag ratifiziert.
Die offiziellen und De-facto-Atommächte und die NATO-Staaten mit Ausnahme der Niederlande nahmen nicht an den Verhandlungen teil und unterzeichneten den Vertrag auch später nicht. Als einzige Staaten, bei denen Bestrebungen zum Bau von oder zur Verfügung über Atomwaffen vermutet werden, nahmen der Iran und Saudi-Arabien an den Verhandlungen teil, aber auch sie unterzeichneten den Vertrag nicht.

## Begriff
In der Sicht der Befürworter stellt der Atomwaffenverbotsvertrag eine „unzweideutige politische Verpflichtung“ auf das Ziel und die Sicherung einer von Atomwaffen freien Welt dar. Im Gegensatz zu einer umfassenden Nuklearwaffenkonvention sollte er keine gesetzlichen und technischen Maßnahmen enthalten, um vollständige Abrüstung zu erreichen. Solche Vorschriften sollten später verhandelt werden, so dass der erste Vertrag relativ schnell abgeschlossen werden kann, notfalls auch ohne Beteiligung der Atommächte. Der ausgearbeitete Vertrag enthält in Artikel 4 zumindest Rahmenbedingungen für solche Verhandlungen.
Befürworter eines Verbots glauben, dass ein solcher Vertrag helfen wird, Atomwaffen zu „stigmatisieren“, und als „Katalysator“ für ihre Abschaffung wirken wird. Etwa zwei Drittel aller UNO-Mitgliedstaaten haben für eine Zusammenarbeit gestimmt, „um die Vertragslücke“ in den existierenden internationalen Regelungen zu Kernwaffen „zu schließen“. Denn im Gegensatz zu Chemiewaffen, biologischen Waffen, gegen Personen gerichteten Landminen und Streumunition wurden Atomwaffen noch nicht auf umfassende und allgemein verbindliche Weise geächtet. Der Atomwaffensperrvertrag (Nichtverbreitungsvertrag, NVV) enthält nur Teilverbote, und Verträge zu atomwaffenfreien Zonen verbieten Kernwaffen nur in bestimmten geographischen Regionen.

## Überblick über den Text

Atommächte im Atomwaffensperrvertrag (China, Frankreich, Russland, UK, USA)
Atommächte außerhalb des Atomwaffensperrvertrags (Indien, Nordkorea, Pakistan)
unerklärte Atommächte außerhalb des Atomwaffensperrvertrags (Israel)
vermutetes Atomwaffenprogramm (Iran – nach dem Abkommen von Wien 2015 weitgehend aufgegeben, Saudi-Arabien)
Mitgliedsstaaten der Nuklearen Teilhabe
Ehemalige Atommächte
Atomwaffenprogramm aufgegeben

Die Präambel des Vertrags erklärt die Motivation durch die „katastrophalen Konsequenzen“ eines Einsatzes von Nuklearwaffen, durch die Risiken alleine ihrer Existenz, durch das Leiden der Hibakusha und der Opfer von Atomwaffentests, durch das schleppende Tempo nuklearer Abrüstung und durch „das fortgesetzte Vertrauen auf Nuklearwaffen in Militär- und Sicherheitskonzepten“ wie der nuklearen Abschreckung. Weiterhin erkennt sie die „unverhältnismäßigen Auswirkungen von Nuklearwaffenaktivitäten auf einheimische Völker“ an. Sie bestätigt das Gewaltverbot der UNO-Charta, die Prinzipien des internationalen humanitären Rechts und der Menschenrechtsabkommen, deren Regeln jeder Einsatz von Atomwaffen widerspreche. Außerdem drückt die Präambel die Übereinstimmung des vorliegenden Vertrags mit spezifischem internationalem Recht aus: Der ersten, am 24. Januar 1946 angenommenen UN-Resolution, dem NVV, dem umfassenden Kernwaffenteststopp-Vertrag und seinen Verifikationsvorschriften sowie atomwaffenfreien Zonen. Auch das „unveräußerliche Recht“ einer friedlichen Nutzung von Atomenergie wird bestätigt. Schließlich werden soziale Einflüsse auf Frieden und Abrüstung anerkannt: Teilhabe sowohl von Frauen als auch Männern, Erziehung, öffentliches Bewusstsein, internationale und regionale Organisationen, Nichtregierungsorganisationen, religiöse Führer, Parlamentarier, Akademiker und die Hibakusha.
Artikel 1 erklärt die Verbote von Entwicklung, Test, Produktion, Erwerb, Lagerung, Transfer, direkter oder indirekter Kontrolle, Stationierung und Einsatz von Atomwaffen, außerdem die Drohung damit. Auch die Unterstützung der verbotenen Aktivitäten wird ausgeschlossen.
Artikel 2 fordert von den Unterzeichnerstaaten Informationen, welche Art von Kontrolle über Atomwaffen sie besitzen oder besessen haben, im zweiten Fall auch über den Prozess des Abbaus sowie der unumkehrbaren Konversion von Produktionsanlagen.
Artikel 3 verpflichtet Nicht-Atomwaffenstaaten auf die früher mit der Internationalen Atomenergiebehörde (IAEO) ausgehandelten Kontrollen, oder den Abschluss einer solchen Vereinbarung innerhalb von 18 Monaten nach Inkrafttreten des Atomwaffenverbotsvertrags.
Artikel 4 legt das Vorgehen für Verhandlungen mit einem Atomwaffenstaat fest, der den Vertrag unterzeichnet. einschließlich Fristen und Verantwortlichkeiten. Wenn Nuklearwaffen vor Inkrafttreten des Vertrags vernichtet wurden, wird dies durch eine noch festzulegende internationale Institution kontrolliert; ein Vertrag mit der IAEO muss ebenfalls abgeschlossen werden. Hat der Unterzeichnerstaat sein Waffenarsenal noch nicht abgebaut, muss zusätzlich ein Terminplan für die Vernichtung mit der internationalen Institution verhandelt werden und dem nächsten Treffen der Unterzeichnerstaaten oder der nächsten Überprüfungskonferenz vorgelegt werden.
Artikel 5 behandelt die nationalen gesetzlichen, administrativen oder anderen Maßnahmen zur Verwirklichung des Vertrags. Artikel 6 verpflichtet zu Hilfe für die Opfer des Einsatzes oder Tests von Atomwaffen und zur Sanierung kontaminierter Gebiete. Nach Artikel 7 sollen besonders Atomwaffenstaaten dabei Unterstützung anbieten, und alle Staaten sollen bei der Realisierung des Vertrags zusammenarbeiten. Artikel 8 legt Treffen der Unterzeichnerstaaten fest. Ihre Kosten werden entsprechend UNO-Richtlinie aufgeteilt (Artikel 9). Artikel 10–12 haben die Möglichkeit von Vertragsergänzungen zum Thema, die friedliche Beilegung von Interpretationsstreitigkeiten und das Ziel, dass alle Staaten dem Vertrag beitreten.
Artikel 13–15 sehen die Unterzeichnung des Vertrags ab 20. September 2017 am UNO-Sitz in New York vor. 90 Tage nach der Ratifizierung durch den 50. Staat wird der Vertrag in Kraft treten.

## Geschichte

### Vorgeschichte und Beschluss

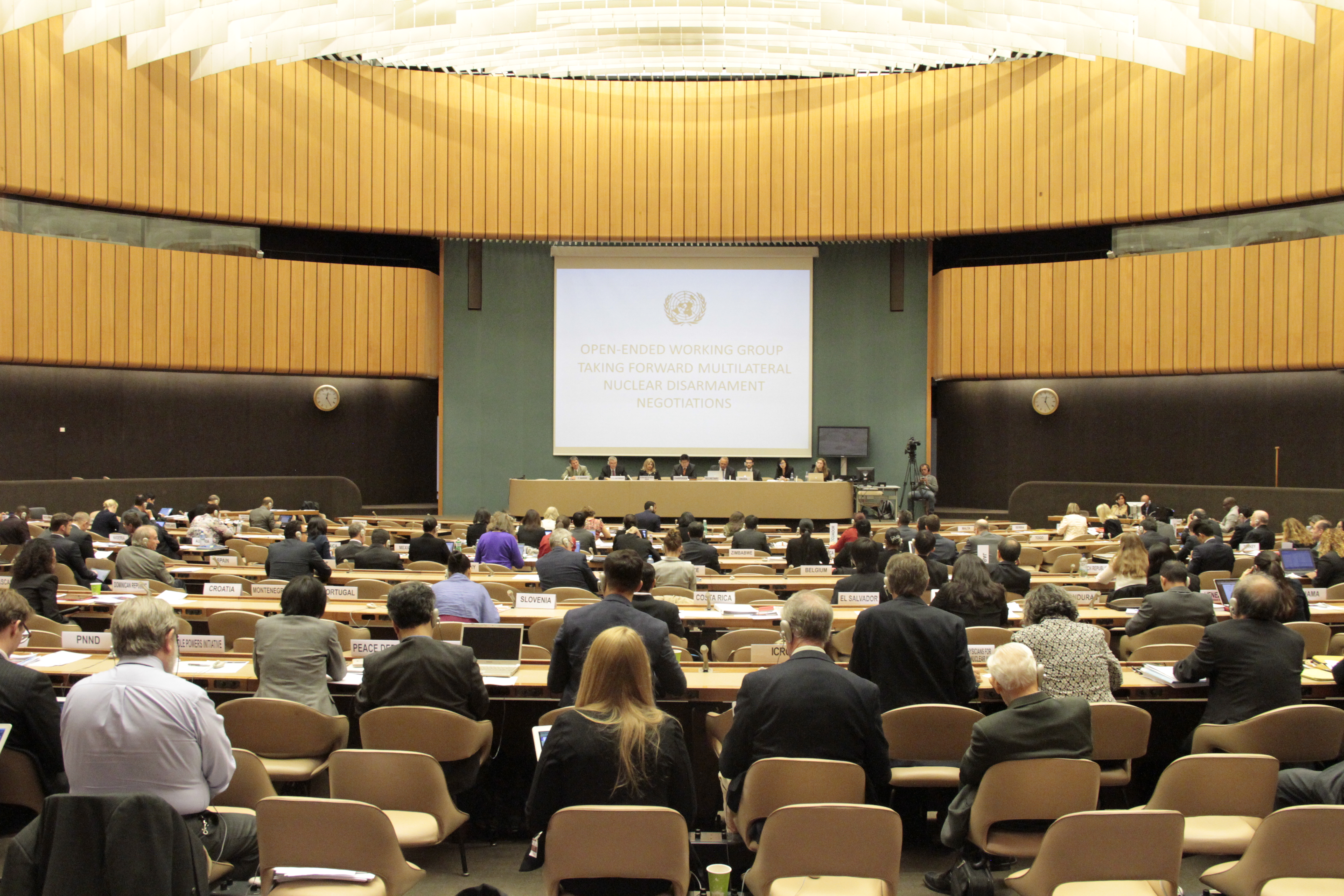
Debatte eines Atomwaffenverbotsvertrags bei der UNO-Arbeitsgruppe zu nuklearer Abrüstung in Genf (2016)

Vorschläge für einen Atomwaffenverbotsvertrag kamen nach einer NVV-Überprüfungskonferenz 2010 auf, bei der die fünf offiziellen Atommächte – die USA, Russland, Großbritannien, Frankreich und China – Aufrufe zum Beginn von Verhandlungen über eine umfassende Nuklearwaffenkonvention zurückwiesen. Abrüstungsbefürworter schlugen dann den Verbotsvertrag als alternativen Weg nach vorne vor.
Drei bedeutende Regierungskonferenzen 2013 und 2014 zu „humanitären Auswirkungen von Atomwaffen“ in Norwegen, Mexiko und Österreich stärkten die internationale Entschlossenheit, Atomwaffen zu ächten. Die zweite dieser Konferenzen folgerte im Februar 2014 in Mexiko, dass das Verbot eines bestimmten Waffentyps typischerweise dessen Vernichtung nach sich ziehe und begünstige.
2014 stellte die „New Agenda Coalition (NAC)“, eine Gruppe nicht nuklear bewaffneter Staaten, die Idee eines Atomwaffenverbotsvertrags den NVV-Staaten vor als eine „effektive Maßnahme“ zur Implementierung von Artikel VI des NVV, der von allen Unterzeichnerstaaten verlangt, Verhandlungen mit dem Ziel nuklearer Abrüstung zu führen. Die NAC argumentierte, ein Verbotsvertrag würde „begleitend“ und „unterstützend“ zum NVV wirken.
2015 richtete die UNO-Generalversammlung eine Arbeitsgruppe mit dem Auftrag ein, „konkrete und wirkungsvolle gesetzliche Maßnahmen, Vorkehrungen und Normen“ zum Erreichen und zum Erhalt einer atomwaffenfreien Welt zu untersuchen. Im August 2016 nahm sie einen Bericht an, der für 2017 Verhandlungen über ein „völkerrechtlich bindendes Instrument zum Verbot von Atomwaffen, das zu ihrer vollständigen Abschaffung führt“ empfahl.
Im Oktober 2016 nahm das Erste Komitee der UNO-Generalversammlung entsprechend dieser Empfehlung eine Resolution an, die das Mandat für Verhandlungen über einen Atomwaffenverbotsvertrag 2017 erteilte; 123 Staaten stimmten dafür, 38 dagegen, 16 enthielten sich. Eine zweite, bestätigende Abstimmung fand während einer Plenarsitzung im Dezember 2016 statt; hier war das Stimmenverhältnis 113 – 35 – 13.

### Erste Verhandlungsrunde und Vertragsentwurf
An der ersten Verhandlungsrunde im März 2017 beteiligten sich 132 der 193 Mitgliedstaaten, nicht jedoch die Atommächte und die NATO-Staaten mit Ausnahme der Niederlande. Nach Abschluss der ersten fünf Verhandlungstage sah die Vorsitzende, Elayne Whyte Gómez, konstruktive Fortschritte. Sie hielt es für erreichbar, im Juli einen Vertrag anzunehmen, der dann der UNO-Vollversammlung im Herbst 2017 vorgelegt werden kann. Ray Acheson, Direktorin von Reaching Critical Will, dem Abrüstungsprogramm der Women’s International League for Peace and Freedom, sah abweichende Meinungen meist nur weniger Staaten in der Frage der Verifikation und zur Notwendigkeit expliziter, zusätzlicher Vorschriften zu Test, Abschreckung und Transport. Die meisten Staaten wollten zwar die Lagerung von Atomwaffen ächten, konkrete Maßnahmen zum Abbau von Arsenalen und zur Abrüstung jedoch späteren Verhandlungen mit den Atommächten überlassen.

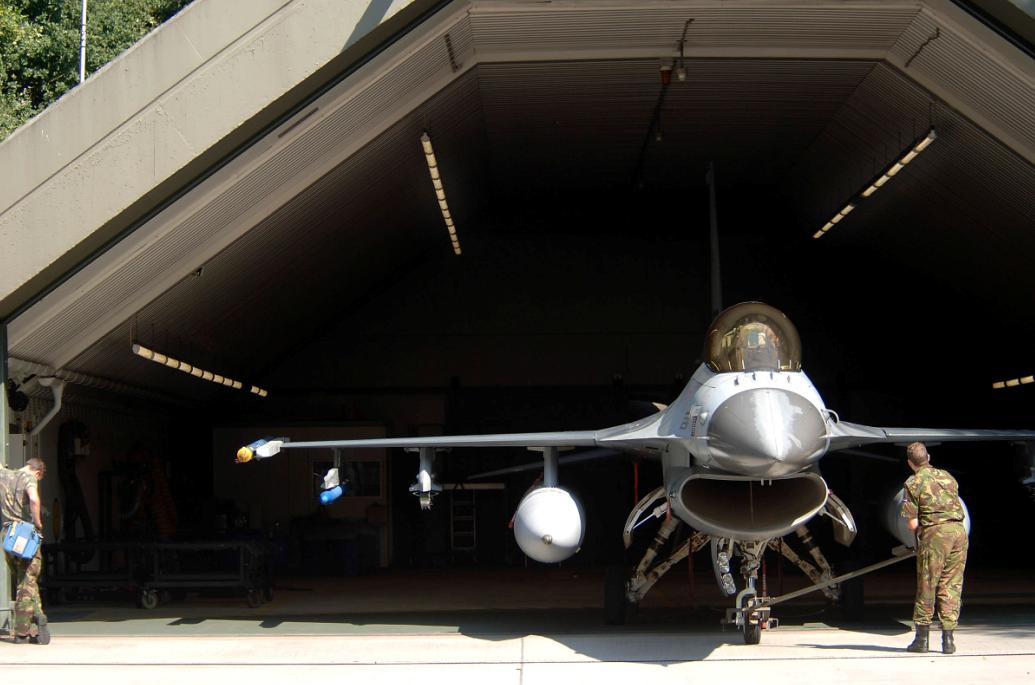
Ein F16-Kampfbomber am niederländischen Stützpunkt Volkel, der taktische Atombomben tragen kann.

In Vorbereitung der zweiten Verhandlungsrunde (15. Juni bis 7. Juli 2017) legte Gómez am 22. Mai einen Vertragsentwurf auf Basis der bisherigen Diskussionen vor. Artikel 1 Absatz 2a verbietet die Stationierung von Atomwaffen auf dem eigenen Territorium. Dies würde für Deutschland, Belgien, die Niederlande, Italien sowie die Türkei bedeuten, dass die nukleare Teilhabe beendet und Atomwaffen abgezogen werden müssen, bevor der Vertrag unterzeichnet werden kann. Der zweite und dritte Vertragsentwurf sehen alternativ vor, dass ein bindender Zeitplan für vollständige nukleare Abrüstung mit den bisherigen Unterzeichnerstaaten verhandelt wird.
Untermauert wird dieser Ausschluss der nuklearen Teilhabe durch Artikel 1 Absatz 1c, der die direkte oder indirekte Übernahme der Kontrolle über Atomwaffen verbietet. Die Zustimmung zu dieser Bestimmung würde außerdem eine gelegentlich diskutierte europäische Atomstreitmacht verhindern wie auch ein allfälliges begrenztes Mitspracherecht bei der französischen Force de dissuasion nucléaire française, das mit einer deutschen Mitfinanzierung der geplanten Modernisierung verbunden sein könnte. Nach Einschätzung der SPD widerspricht ersteres bereits dem Atomwaffensperrvertrag sowie dem Zwei-plus-Vier-Vertrag zur deutschen Einheit.
ICAN hebt weiter hervor: „Das Sicherheitsabkommen mit der IAEO für den Nichtverbreitungsvertrag wird auch für das Atomwaffenverbot die Grundlage der Kontrollen und Inspektionen. Alle Parteien, die Nuklearanlagen besitzen, müssen ein solches Abkommen abschließen. Staaten, die ihre Atomwaffen eliminiert haben, werden ebenfalls durch die IAEO überprüft.“

### Zweite Verhandlungsrunde

Abstimmung über den Vertrag am 7. Juli 2017
Ja
Nein
Enthaltung

Die zweite Sitzungsperiode begann am 15. Juni 2017. An den ersten beiden Tagen wurde zunächst die Präambel besprochen. Viele Regierungen wollten eine vollständige Zurückweisung des Prinzips der nuklearen Abschreckung. Außerdem sollte das überproportionale Leiden einheimischer Völker unter den Atomtests hervorgehoben werden. Fidschi wollte Gesundheitsschäden durch Entwicklung und Produktion ergänzen. In der Präambel des Entwurfs wird zum ersten Mal in einem nuklearen Abrüstungsvertrag die Rolle der Zivilgesellschaft (öffentliches Bewusstsein, Rotes Kreuz und andere Nichtregierungsorganisationen, Hibakusha) hervorgehoben. Irland wollte dies durch die Erziehung zur Abrüstung und die Aufklärung über die Risiken des Einsatzes von Nuklearwaffen ergänzen.
Artikel 1 Verpflichtungen wollten einige Staaten um ein Verbot atomarer militärischer Planungen erweitern, andere die Finanzierung von Entwicklung und Produktion ausdrücklich verbieten.
Am 27. Juni wurde ein zweiter Vertragsentwurf vorgestellt. Er enthält
nun eine Beitrittsoption für nuklear bewaffnete Staaten, bei der diese innerhalb von 60 Tagen einen Terminplan für eine verifizierte und irreversible Zerstörung ihres Waffenarsenals vorlegen müssen (Artikel 4, 1). Eine zweite Option zur Abrüstung vor dem Beitritt (Artikel 4, 5) sah nur eine Kooperation mit der IAEA zur Verifikation der Inventarisierung des Arsenals vor, keine Kontrolle der Vernichtung. Dies wurde im endgültigen Text geändert. Weiterhin wurde eine Klausel diskutiert, in der die zivile Nutzung der Atomenergie ausdrücklich akzeptiert wird. Sie blieb Teil der endgültigen Präambel.
Der dritte Vertragsentwurf vom 3. Juli 2017 sieht vor, dass der Vertrag 90 Tage nach der 50. Unterschrift und Ratifizierung in Kraft tritt. Das rechtsseitig unendliche Zeichnungsintervall beginnt am 20. September 2017. Ein letztes Hindernis für eine Einigung war die Bedingung der Ausstiegsklausel, dass ein Staat „in Ausübung seiner nationalen Souveränität, […] entscheidet, dass außergewöhnliche Ereignisse im Zusammenhang mit dem Gegenstand dieses Vertrags die obersten Interessen seines Landes gefährdet haben.“ Die Mehrheitsperspektive war, dass diese Bedingung subjektiv sei, keine Sicherheitsinteressen einen Völkermord rechtfertigen könnten, noch die Androhung der Massenvernichtung zur Sicherheit beitragen könne. Da jedoch auch eine neutrale Ausstiegsklausel, ohne Angabe von Gründen, durch die Minderheit nicht akzeptiert wurde, wurde der entsprechende Artikel 17 als Kompromiss unverändert gelassen, um eine Annahme des Vertrags durch eine breite Mehrheit möglich zu machen. Absicherungen gegen einen willkürlichen Gebrauch sind die Kündigungsfrist von zwölf Monaten und das Verbot eines Ausstiegs während eines bewaffneten Konflikts.
Der ausgearbeitete Atomwaffenverbotsvertrag wurde am 7. Juli 2017 mit 122 Stimmen angenommen; die Niederlande stimmten dagegen, Singapur enthielt sich.

### Unterzeichnung und Ratifizierung
Am 20. September 2017 legte die UNO-Generalversammlung den Vertrag zur Unterschrift vor; zunächst unterzeichneten 50 Staaten. An den beiden folgenden Tag zogen Laos, Vietnam und Nicaragua nach. Drei Staaten ratifizierten den Vertrag gleichzeitig mit der Unterschrift. Am 8. Dezember 2017 unterzeichneten außerdem Namibia, St. Vincent und die Grenadinen sowie Jamaika, 2018 zunächst Kasachstan, Bolivien, die Dominikanische Republik und Kolumbien. Im Januar 2018 ratifizierten Kuba und Mexiko den Vertrag, im März Venezuela und Palästina, im Mai Palau, Österreich und Vietnam, im Juli Costa Rica, Nicaragua, Neuseeland und Uruguay. Bis zum 8. Oktober 2021 hatten dann 86 Staaten unterzeichnet und 56 den Vertrag ratifiziert. Zu letzteren gehören auch Österreich, Malta und Irland, die – wie eingeschränkt Kasachstan – mit der NATO militärisch zusammenarbeiten. Am 20. Juni 2022 übergaben Grenada, Kap Verde und Osttimor ihre Ratifizierungen. Die Demokratische Republik Kongo und die Dominikanische Republik ratifizierten am 22. September 2022.

### Auseinandersetzungen
Nachdem Schweden für den Vertragstext gestimmt hatte, kündigte Außenministerin Margot Wallström am 25. August 2017 an, eine Unterzeichnung wohlwollend zu prüfen. Als Argument dafür führte sie unter anderem an, der Atomwaffensperrvertrag habe die Verbreitung von Atomwaffen nicht verhindert. Wenige Tage darauf drohte US-Verteidigungsminister Jim Mattis in einem Brief an seinen schwedischen Kollegen Peter Hultqvist Konsequenzen einer Unterzeichnung und Ratifizierung an. Dies könne die militärische Kooperation, die Option auf einen NATO-Beitritt und militärischen Beistand in einer Krise gefährden. Ein von der Regierung eingesetzter Gutachter riet im Januar 2019 von der Ratifizierung des Abkommens ab. Im Juli 2019 kündigte Wallström schließlich an, dass Schweden das Abkommen nicht unterzeichnen werde.
Die Schweiz hatte ebenfalls dem Atomwaffenverbotsvertrag zugestimmt. Im Sommer 2018 entschied der Bundesrat, den Vertrag dennoch nicht zu unterschreiben. Als Hauptgrund wurden sicherheitspolitische Risiken genannt. Dies löste starken zivilgesellschaftlichen Protest aus. Im März 2024 hat der Bundesrat eine Vertragsunterzeichnung im Hinblick auf die sicherheitspolitischen Entwicklungen in Europa und weltweit erneut abgelehnt.

## Diskussion

### Regierungen
Führende Förderer eines Atomwaffenverbotsvertrags waren Österreich, Brasilien, Malaysia, Mexiko, Südafrika und Thailand. Alle 54 Staaten Afrikas, die 33 Nationen Lateinamerikas und der Karibik und die 10 Nationen Südostasiens haben sich gemeinsamen regionalen Stellungnahmen zum Beginn von Verhandlungen angeschlossen. Viele Staaten der pazifischen Inseln unterstützen diese ebenfalls.

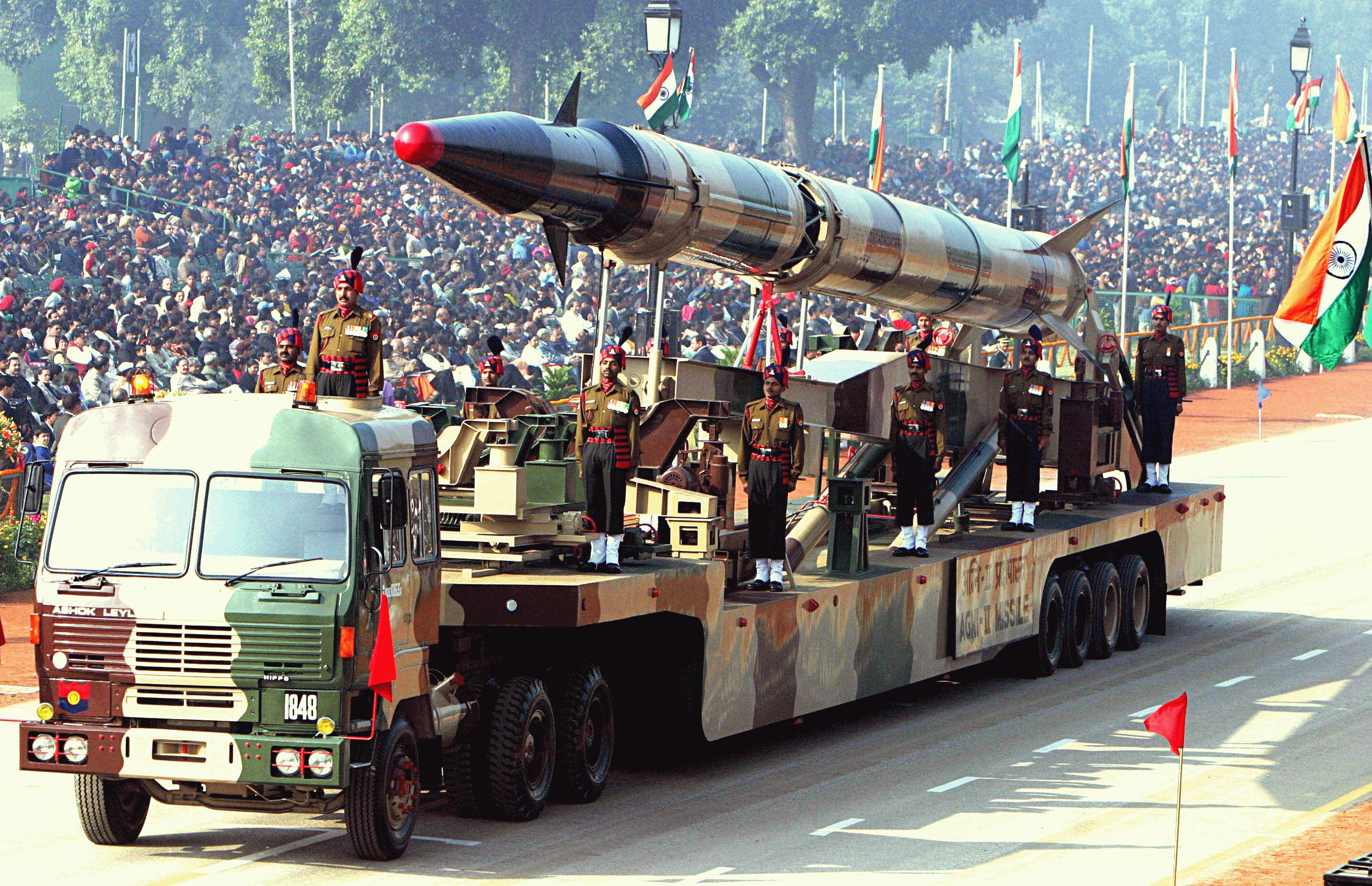
Nuklearfähige Mittelstreckenrakete vom Typ Agni-II am Tag der Republik 2004 in Neu-Delhi

Kein Atomwaffenstaat äußerte zunächst Unterstützung für einen Verbotsvertrag und einige, einschließlich der USA und Russlands, lehnen das Vorhaben ausdrücklich ab. Nachdem sich die Atommächte China, Indien und Pakistan bei der UNO-Plenarsitzung nur enthalten hatten, sprach sich China im Frühjahr 2017 grundsätzlich für ein Verbotsabkommen aus. Fast alle NATO-Mitglieder ohne eigenen Besitz von Atomwaffen sowie Australien und Japan stimmten gegen die Aufnahme von Verhandlungen. Sie haben Vorbehalte gegen einen Verbotsvertrag, da sie glauben, dass US-Atomwaffen ihre Sicherheit erhöhten. Nur die Niederlande, die im Rahmen der nuklearen Teilhabe ein Mitwirkungsrecht zu US-Atomwaffen haben, enthielten sich, nehmen aber an den Verhandlungen teil. Genauso verhielt sich die neutrale Schweiz.
Die deutsche Bundesregierung vertrat Anfang 2017 die Überzeugung, „wirkliche Fortschritte bei der nuklearen Abrüstung“ ließen sich „nur über einen schrittweisen Ansatz auf Grundlage des NVV und in enger Abstimmung mit den Nuklearwaffenstaaten erzielen.“ Dazu setzt die Bundesregierung besonders auf Verhandlungen über das Verbot der Herstellung von spaltbaren Materialien, wozu im Dezember 2016 eine UN-Resolution angenommen wurde. Das angestrebte Atomwaffenverbot enthalte diesen Aspekt jedoch nicht, es seien keine Verifikationsmechanismen geplant und „das sicherheitspolitische Umfeld nicht ausreichend berücksichtigt“. Der Ansatz sei nicht nur wirkungslos, sondern könne sogar den NVV schwächen. Mitte Juni 2017 bekräftigte Außenminister Sigmar Gabriel nochmals die Stationierung von Atomwaffen in Deutschland sowie eine gleichgewichtige nukleare Abschreckung gegenüber Russland. Ehrlicherweise könne man dann nicht hinter einem Atomwaffenverbot stehen.
Im Koalitionsvertrag von März 2018 zum Kabinett Merkel IV heißt es in Fortsetzung dieser politischen Linie: „Wir setzen uns entschlossen für die weltweite verifizierbare Abrüstung von allen Massenvernichtungswaffen ein... Solange Kernwaffen als Instrument der Abschreckung im Strategischen Konzept der NATO eine Rolle spielen, hat Deutschland ein Interesse daran, an den strategischen  Diskussionen und Planungsprozessen teilzuhaben. Erfolgreiche Abrüstungsgespräche schaffen die Voraussetzung für einen Abzug der in Deutschland und Europa stationierten taktischen Nuklearwaffen.“
Im Koalitionsvertrag der Ampelkoalition vom November 2021 heißt es als Konzession an den pazifistischen Teil der Koalition, man werde „als Beobachter (nicht als Mitglied) bei der Vertragsstaatenkonferenz des Atomwaffenverbotsvertrages die Intention des Vertrages konstruktiv begleiten“. Diese Festlegung führte bei den anderen NATO-Partnern zu erheblicher Verstimmung.

### Zivilgesellschaft

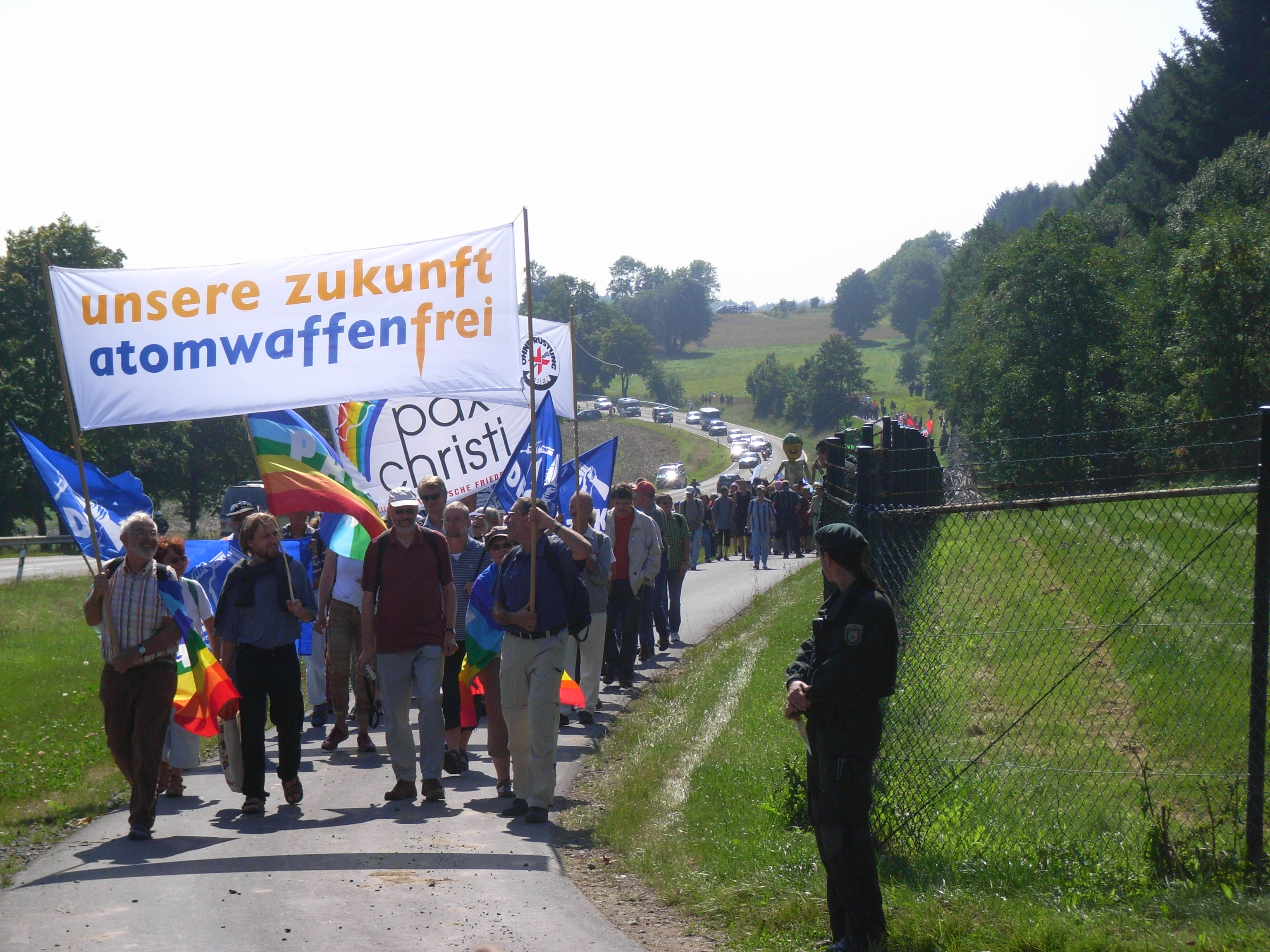
Demonstration gegen die nukleare Teilhabe am Fliegerhorst Büchel in der Eifel, August 2008

Die Internationale Kampagne zur Abschaffung von Atomwaffen (ICAN), ein Zusammenschluss von Nichtregierungsorganisationen, ist die wichtigste zivilgesellschaftliche Organisation, die mit Regierungen zusammen für einen starken und wirkungsvollen Verbotsvertrag arbeitet. Ebenso sind Mayors for Peace an diesem Prozess beteiligt.
Xanthe Hall von IPPNW und ICAN erwiderte auf die Argumente der deutschen Regierung, es seien auch Verträge zur Ächtung von Antipersonenminen und Streumunition zunächst gegen den Willen der Besitzerstaaten geschlossen, dann aber von den meisten Staaten unterzeichnet worden. Verifikation könne man durchaus in die Verhandlungen einbringen, die Biowaffenkonvention zeige aber, dass ein wirksamer Vertrag diese nicht unbedingt benötige. Im Rahmen anderer Atomwaffenverträge gebe es auch bereits Kontrollsysteme zur Nichtverbreitung. Eine Schwächung des NVV könne die nachdrückliche Forderung nach einer Ächtung von Atomwaffen nur sein, wenn die Atommächte wie seit 1995 multilaterale Verhandlungen blockieren, sogar Aufrüstung planen und sich somit ihrer Verpflichtung zur Abrüstung nach Artikel VI NVV entziehen. Dann besteht die Gefahr, dass sich andere Staaten in Reaktion weniger streng an die Nichtverbreitung gebunden fühlen. Wenn mit dem Verbotsvertrag eine neue Abrüstungsdynamik in Gang käme, würde dies den Atomwaffensperrvertrag also viel eher retten als schwächen.
Während der ersten Verhandlungsrunde im März 2017 ging der Generalsekretär von Mayors for Peace, Yasuyoshi Komizo, ebenfalls auf die Verifikationsfrage ein, die für die Atommächte essenziell sei. Um diese später einzubeziehen, solle der Vertrag Erweiterungsmöglichkeiten um Regelungen zur Überprüfung enthalten, sowie zu Umweltschutz, Kompensation und anderen Themen.
Die Internationale Rotkreuz- und Rothalbmond-Bewegung setzt sich ebenfalls für eine Übereinkunft ein, Atomwaffen zu verbieten und abzuschaffen, und beschreibt die Empfehlung der UNO-Arbeitsgruppe, 2017 eine Ächtung zu verhandeln, als „potenziell historisch“. Tausende Wissenschaftler aus der ganzen Welt unterzeichneten einen offenen Brief zur Unterstützung der Verhandlungen.
Beim Deutschen Evangelischen Kirchentags 2017 forderten 500 Teilnehmer in einer Resolution die Beteiligung an den UNO-Verhandlungen und ein Ende der nuklearen Teilhabe, aufgrund derer Atomwaffen in Deutschland gelagert werden.

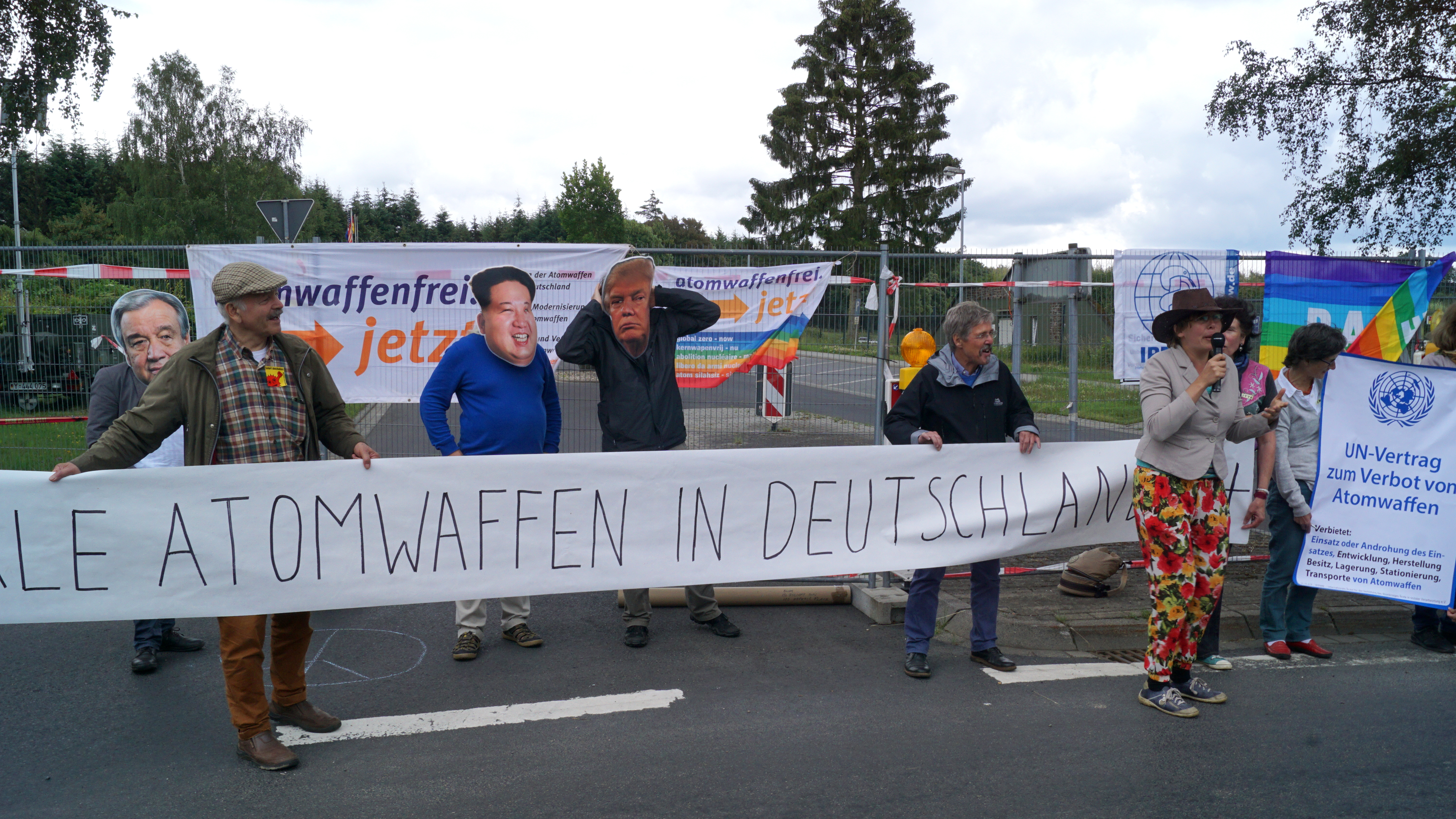
IPPNW-Friedensfest Büchel, Performance vor dem Haupttor des Fliegerhorstes, 17. Juni 2018

In Deutschland koordiniert die Kampagne „Büchel ist überall! atomwaffenfrei.jetzt“, die von einem Zusammenschluss von 56 regionalen und überregionalen Friedensgruppen getragen wird, den Widerstand gegen nukleare Aufrüstung (durch Modernisierung) in Deutschland. Sie fordert den Abzug der Atomwaffen aus dem deutschen Fliegerhorst Büchel und 2017 die Beteiligung der Bundesrepublik an den Verbotsverhandlungen. Zeitgleich mit diesen startete 2017 eine 20-wöchige Aktionspräsenz am Fliegerhorst, unter anderem mit einem Dauercamp am Haupttor, Mahnwachen, Diskussionen, kulturellen Aktionen und Aktionen des zivilen Ungehorsams.
2018 wurde diese Aktionspräsenz fortgeführt. Unter anderem organisierte IPPNW am 17. Juni ein internationales Symposium „Atomwaffen raus aus Europa“ vor dem Luftwaffenstützpunkt. Dabei verwies Inga Blum/IPPNW auf die begonnene deutsche Mitgliedschaft im UN-Sicherheitsrat. Sie forderte Außenminister Heiko Maas auf, das dortige Bekenntnis zu weltweitem Frieden und Sicherheit durch eine Unterzeichnung des Atomwaffenverbotsvertrags zu realisieren. Leo Hoffmann-Axthelm/ICAN ergänzte, Deutschland könne in diesem Fall mit der NATO eine Ausnahmereglung („opt-out“) von der atomaren Abschreckung verhandeln. Am 18. Juni blockierten ungefähr 20 Aktivisten kurzzeitig zwei Tore des Fliegerhorsts.

### Parlamentarier und Parteien

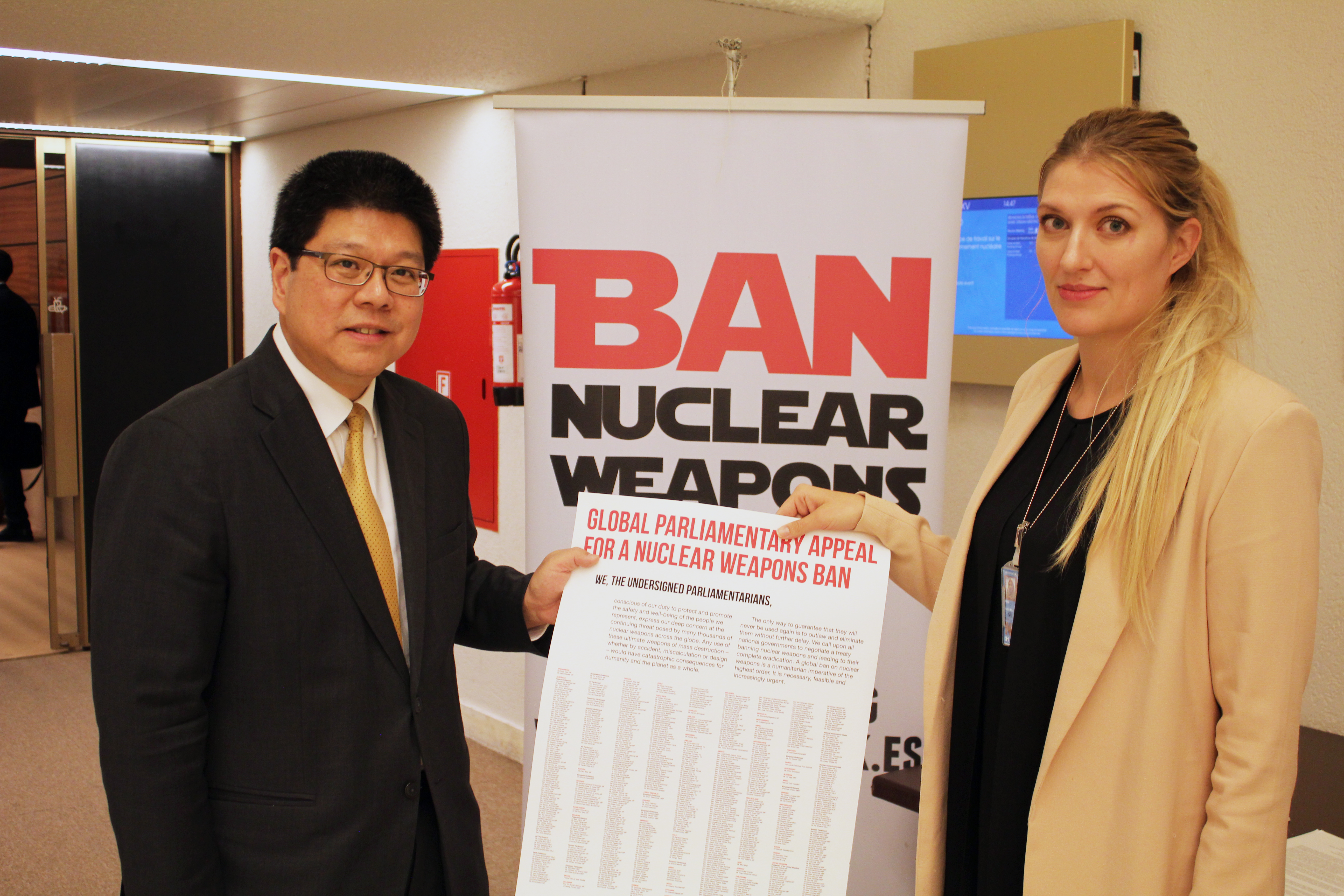
Ein globaler Appell für einen Atomwaffenverbotsvertrag wurde von 838 Parlamentariern in 42 Staaten unterzeichnet.

Einige hundert Parlamentarier aus 42 Staaten haben einen Appell unterzeichnet, der einen Verbotsvertrag als „notwendig, anwendbar und immer dringender“ bezeichnet. Im Mai 2016 nahm das niederländische Parlament eine Aufforderung an die Regierung an, auf ein „internationales Verbot von Atomwaffen“ hinzuarbeiten. Anfang 2016 zeigte eine Mehrheit von norwegischen Abgeordneten ihre Unterstützung für eine Ächtung.
Am 23. März 2017 brachten die Fraktionen der Linken und der Grünen einen gemeinsamen Antrag in den deutschen Bundestag ein, der an den Auswärtigen Ausschuss verwiesen wurde. Darin wird die Bundesregierung aufgefordert, die vier Tage später begonnenen UNO-Verhandlungen zu unterstützen, „sich umgehend für einen Abzug der US-amerikanischen Atomwaffen aus Deutschland und Europa einzusetzen“, auf die Modernisierung und Aufrüstung von Nuklearwaffen wie Trägersystemen zu verzichten sowie „eine europäische Nuklearwaffenkapazität klar abzulehnen“. Bereits 2010 hatte der Bundestag mit breiter Mehrheit einen Abzug der US-Atomwaffen aus Deutschland gefordert, wie im Koalitionsvertrag von CDU/CSU und FDP von 2009 verankert.
CDU/CSU und SPD unterstützten dagegen 2016/2017 die Ablehnung der UNO-Verhandlungen durch die Bundesregierung. Auch in ihrem auf dem Parteitag vom 25. Juni 2016 verabschiedeten Regierungsprogramm drückte die SPD lediglich Sympathie dafür aus, „dass sich große Teile der internationalen Staatengemeinschaft für die weltweite Abschaffung dieser [Atom-]Waffen einsetzen.“ Konkret wird das Ziel eines „gesamteuropäischen Abrüstungsvertrags“ genannt, in dessen Rahmen „die verbliebenen taktischen Atomwaffen aus Deutschland und Europa abgezogen werden.“ Eine europäische Atomwaffenmacht wird wie von den anderen im Bundestag vertretenen Parteien abgelehnt. Das CDU-Regierungsprogramm bekräftigt das auf dem NATO-Gipfel 2014 vereinbarte Ziel, die „Ausgaben für Verteidigung bis zum Jahre 2024 schrittweise in Richtung 2 Prozent des Bruttoinlandsprodukts erhöhen“. Keine Aussage findet sich dagegen zu Rüstungskontrolle und Abrüstung.
Im Bundestag wurde am 11. September 2019 ein interfraktioneller Arbeitskreis Atomwaffenverbot auf Initiative der Abgeordneten Ralf Kapschack (SPD), Kathrin Vogler (Die Linke) und Katja Keul (B‘90/Die Grünen) gegründet.

### Meinungsumfragen
Meinungsumfragen in einigen Staaten zeigten zur Zeit der Aufnahme von UN-Verhandlungen eine starke öffentliche Unterstützung für ein Atomwaffenverbot auf.
| Staat       | Zustimmung | Jahr |
| ----------- | ---------- | ---- |
| Australien  | 84 %       | 2014 |
| Deutschland | 93 %       | 2016 |
| Niederlande | 85 %       | 2016 |
| Norwegen    | 77 %       | 2016 |
| Schweden    | 81 %       | 2016 |

In einer Mitte Juni 2017 veröffentlichten Umfrage sprachen sich 76 % der Befragten für eine deutsche Beteiligung an den UN-Verhandlungen aus.

### Nordkorea-Politik: Abschreckung oder Abrüstung?

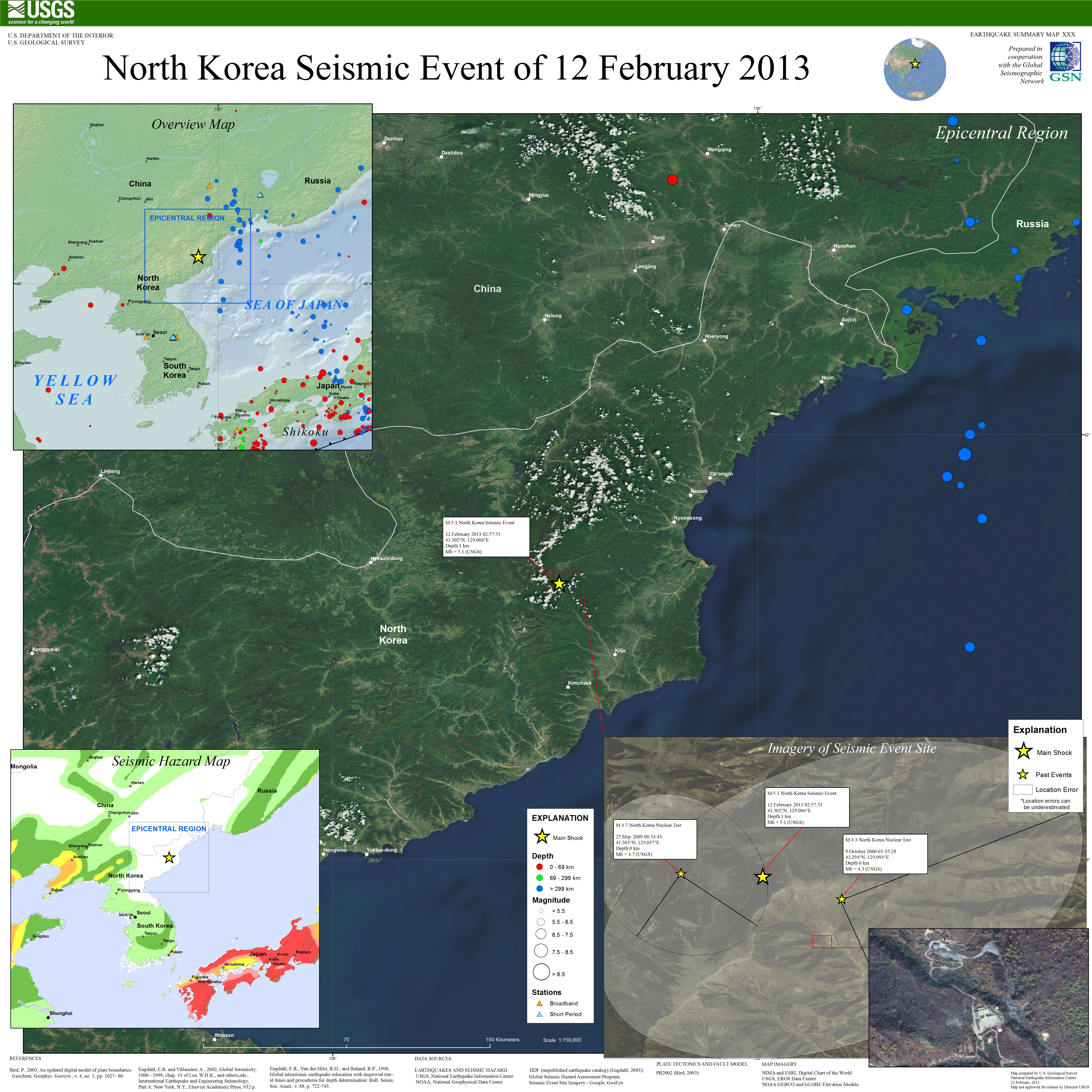
Poster des United States Geological Survey zur Stärke des nordkoreanischen Atomtests vom 12. Februar 2013

Zur Verabschiedung drückten die USA, Großbritannien und Frankreich nochmals ihre strikte Ablehnung des Verbotvertrags aus. Er ignoriere die Realitäten der internationalen Sicherheitsarchitektur. Die nukleare Abschreckungspolitik habe 70 Jahre lang den Frieden in Europa und Nordasien gesichert. Daran müsse angesichts des nordkoreanischen Atom- und Raketenprogramms festgehalten werden. Der Vertrag biete keine Lösung für die davon ausgehende Gefahr, schwäche im Gegenteil eine vereinte internationale Antwort.
Xanthe Hall (IPPNW) verwies dagegen darauf, Nordkorea habe für den Verbotsprozess gestimmt, aber ohne die USA nicht an den Verhandlungen teilgenommen, von denen sich Nordkorea bedroht fühlt. Ähnlich wie bei der Einigung zum iranischen Atomprogramm solle man den Wunsch Nordkoreas nach einem Friedensvertrag ernst nehmen. „Ein deutliches, glaubhaftes Zeichen zur kollektiven Abrüstung könnte Nordkorea langfristig auch dazu bringen, die Atomwaffen abzurüsten und sich wieder in die internationale Gemeinschaft einzubinden.“